# Ragnhild Femsteinevik
Ragnhild Femsteinevik (27 agosto 1995) è una biatleta norvegese.

## Biografia
In Coppa del Mondo la Femsteinevik ha esordito il 30 novembre 2016 a Östersund in individuale (56ª), ha conquistato il primo podio il 1º dicembre 2022 a Kontiolahti in staffetta (3ª) e la prima vittoria il 14 gennaio 2023 a Ruhpolding nella medesima specialità; ai Mondiali di Oberhof 2023, sua prima presenza iridata, è stata 36ª nella sprint, 21ª nell'inseguimento e 55ª nell'individuale e a quelli di Lenzerheide 2025 ha vinto la medaglia d'argento nella staffetta e nella staffetta mista individuale e si è classificata 50ª nella sprint, 45ª nell'inseguimento e 12ª nell'individuale. Non ha preso parte a rassegne olimpiche.

## Palmarès

### Mondiali
- 2 medaglie:
  - 2 argenti (staffetta, staffetta mista individuale a Lenzerheide 2025)

### Coppa del Mondo
- Miglior piazzamento in classifica generale: 34ª nel 2023
- 5 podi (a squadre):
  - 1 vittoria
  - 3 secondi posti
  - 1 terzo posto

#### Coppa del Mondo - vittorie
| Data            | Località   | Nazione  | Specialità                                                                              |
| --------------- | ---------- | -------- | --------------------------------------------------------------------------------------- |
| 14 gennaio 2023 | Ruhpolding | Germania | RL (con Karoline Offigstad Knotten, Marte Olsbu Røiseland e Ingrid Landmark Tandrevold) |

Legenda:

RL = staffetta